# Donald Henderson Clarke
Pour les articles homonymes, voir Clarke.
Œuvres principales
- Un nommé Louis Beretti (1929)

Donald Henderson Clarke, né le 24 août 1887 à South Hadley, dans le Massachusetts, et mort le 28 mars 1958 à Delray Beach, en Floride (États-Unis), est un écrivain et un scénariste américain, auteur de roman policier.

## Biographie
Fils d'un physicien, il étudie à l'Université Harvard, « d'où il se fait renvoyer à deux reprises ».
Il amorce une carrière de journaliste en 1908 d'abord au New York World, puis pour plusieurs journaux américains dont The New York Times et New York American. Pour rédiger ses chroniques célèbres sur le crime, il fréquente le milieu des gangsters avant la Première Guerre mondiale et pendant la période de la prohibition. Il raconte cette période de sa vie dans son autobiographie, intitulée Man of the World, Recollections of an Irreverent Reporter, qu'il publie en 1951.
Il est connu pour ses romans policiers, ses romans romantiques, ses romans sentimentaux et ses scénarios.
Son roman le plus connu, Un nommé Louis Beretti (Louis Beretti, 1929), raconte l’ascension du bootlegger Louis Beretti. Le roman est adapté au cinéma par John Ford en 1930 sous le titre Born Reckless. Dix ans plus tard, le roman connaît une suite, Beretti pas mort ! (Murderer’s Holiday, 1940), où l'auteur « imagine son bootlegger à la retraite, s'occupant de l'avenir de son fils Danny qui ne rêve que de théâtre. Il s'agit là d'une farce burlesque qui ridiculise les truands ».
Parmi ses autres romans, il faut citer Female, publié en 1933 et attaqué en justice par la ligue pour la suppression du vice américaine avant d'être déclaré obscène, ainsi que Strictement confidentiel (Confidential, 1937), le récit d'un jeune journaliste, expert en délinquance, qui s'attaque à un caïd du milieu et qui « constitue un excellent témoignage sur les reporters criminels et le monde de la presse américaine ».

## Œuvre

### Romans
- Louis Beretti (1929) Publié en français sous le titre Louis Beretti, traduit par Jeanne André Demaison, Paris, Gallimard, coll. « Les Livres du jour », 1933 ; réédition dans une nouvelle traduction de Z. Duvernet et Minnie Danzas sous le titre Un nommé Louis Berretti, Paris, Gallimard, coll. « Série noire » no 34, 1949 ; réédition, LGF, coll. « Le Livre de poche » no 991, 1963 ; réédition, Paris, Gallimard, coll. « Carré noir » no 244, 1976  (ISBN 2-07-043244-0)
- In the Reign of Rotshstein (1929)
- Millie (1930)
- Impatient Virgin (1931)
- Young and Healthy (1931)
- John Bartel, Jr. (1932)
- Female (1933)
- Pilgrimage (1933)
- Alabama (1934)
- Kelly (1935)
- Lady Ann (1935)
- Nina (1935)
- Confidential (1937) Publié en français sous le titre Strictement confidentiel, traduit par Jeanne G. Marquet, Paris, Gallimard, coll. « Série noire » no 116, 1952 ; réédition, Paris, Gallimard, coll. « La Poche noire » no 36, 1968 ; réédition, Paris, Gallimard, coll. « Carré noir » no 402, 1981  (ISBN 2-07-043402-8)
- Millie's Daughter (1938)
- Housekeeper Daughter (1938)
- Joe and Jennie (1938)
- A Lady Named Lou (1938)
- Murderer’s Holiday (1940) Publié en français sous le titre Beretti pas mort !, traduit par Minnie Danzas, Paris, Gallimard, coll. « Série noire » no 153, 1953 ; réédition, Paris, Gallimard, coll. « Carré noir » no 276, 1978  (ISBN 2-07-043276-9)
- Tawny (1946)
- The Chastity of Gloria Boyd (1946)
- That Mrs. Renney (1947)
- Regards to Broadway (1947)
- The Regenerate Lover (1948)

### Autobiographie
- Man of the World, Recollections of an Irreverent Reporter (1951)

## Filmographie

### Adaptations

#### Au cinéma
- 1930 : Born Reckless, film américain réalisé par John Ford et Andrew Bennison (en), scénario de Dudley Nichols d'après Un nommé Louis Beretti, avec Edmund Lowe
- 1931 : Millie, film américain réalisé par John Francis Dillon, d'après le roman éponyme, avec Helen Twelvetrees et Lilyan Tashman
- 1932 : Impatient Maiden, film américain par James Whale, d'après le roman éponyme, avec Lew Ayres, Mae Clarke et Una Merkel
- 1932 : Female, film américain réalisé par Michael Curtiz, d'après le roman éponyme, avec Ruth Chatterton, George Brent et Lois Wilson
- 1933 : Deux Femmes (Pilgrimage), film américain réalisé par John Ford, d'après le roman Pilgrimage, avec Henrietta Crosman et Marian Nixon
- 1939 : Le Mystère de la péniche ou Le Roi des reporters (The Housekeeper's Daughter), film américain réalisé par Hal Roach, d'après le roman éponyme, avec Joan Bennett, Adolphe Menjou et John Hubbard
- 1947 : Telle mère, telle fille (Millie's Daughter), film américain réalisé par Sidney Salkow, d'après le roman éponyme, avec Gladys George

#### À la télévision
- 1956 : Millie's Daughter, épisode 35 de la saison 6 de la série télévisée Lux Video Theatre (en) réalisé par Norman Morgan, avec Betty Blythe

### Scénarios
- 1937 : The Women Men Marry (en), film américain réalisé par Errol Taggart, avec George Murphy
- 1943 : Le Vaisseau fantôme (The Ghost Ship), film américain réalisé par Mark Robson, avec Richard Dix

## Sources
- Claude Mesplède (dir.), Dictionnaire des littératures policières, vol. 1 : A - I, Nantes, Joseph K, coll. « Temps noir », 2007, 1054 p. (ISBN 978-2-910-68644-4, OCLC 315873251), p. 438-439.
- Claude Mesplède, Les années "Série noire" : bibliographie critique d'une collection policière, vol. 1 : 1945-1959, Amiens, Editions Encrage, coll. « Travaux » (no 13), 1992 (ISBN 978-2-906-38934-2).
- Claude Mesplède et Jean-Jacques Schleret, SN, voyage au bout de la Noire : inventaire de 732 auteurs et de leurs œuvres publiés en séries Noire et Blème : suivi d'une filmographie complète, Paris, Futuropolis, 1982, 476 p. (OCLC 11972030), p. 81-82.